# Amidofosforiboziltransferaza
Amidofosforiboziltransferaza (EC 2.4.2.14, fosforibozildifosfat 5-amidotransferaza, glutamin fosforibozildifosfat amidotransferaza, alfa-5-fosforibozil-1-pirofosfat amidotransferaza, 5'-fosforibozilpirofosfat amidotransferaza, 5-fosforibozil-1-pirofosfat amidotransferaza, 5-fosfororibozil-1-pirofosfat amidotransferaza, glutamin 5-fosforibozilpirofosfat amidotransferaza, glutamin ribozilpirofosfat 5-fosfat amidotransferaza, fosforiboza pirofosfat amidotransferaza, fosforibozil pirofosfat amidotransferaza, fosforibozilpirofosfat glutamil amidotransferaza, 5-fosforibozilamin:difosfat fosfo-alfa--riboziltransferaza (glutamatna amidacija)) je enzim sa sistematskim imenom 5-fosfo-beta--ribozilamin:difosfat fosfo-alfa--riboziltransferaza (glutamatna amidacija). Ovaj enzim katalizuje sledeću hemijsku reakciju
5-fosfo-beta--ribozilamin + difosfat + L-glutamat {\displaystyle \rightleftharpoons } L-glutamin + 5-fosfo-alfa-D-riboza 1-difosfat +2O

## Literatura
- Nicholas C. Price; Lewis Stevens (1999). Fundamentals of Enzymology: The Cell and Molecular Biology of Catalytic Proteins (Third изд.). USA: Oxford University Press. ISBN 019850229X.
- Eric J. Toone (2006). Advances in Enzymology and Related Areas of Molecular Biology, Protein Evolution (Volume 75 изд.). Wiley-Interscience. ISBN 0471205036.
- Branden C; Tooze J. Introduction to Protein Structure. New York, NY: Garland Publishing. ISBN 0-8153-2305-0.
- Irwin H. Segel. Enzyme Kinetics: Behavior and Analysis of Rapid Equilibrium and Steady-State Enzyme Systems (Book 44 изд.). Wiley Classics Library. ISBN 0471303097.
- William P. Jencks (1987). Catalysis in Chemistry and Enzymology. Dover Publications. ISBN 0486654605.

## Spoljašnje veze
- Amidophosphoribosyltransferase на 